# Sergio Morabito
Sergio Morabito (* 1963 in Frankfurt am Main) ist ein deutsch-italienischer Dramaturg und Opernregisseur.

## Leben
Morabito studierte Angewandte Theaterwissenschaften bei Hans-Thies Lehmann in Gießen und schloss mit Diplom ab. Bereits während der Studienzeit absolvierte er erste Regie- und Dramaturgie-Hospitanzen an der Oper Frankfurt, unter anderem beim sogenannten ‚Frankfurter Ring’ in der Regie von Ruth Berghaus.
In der Folgezeit arbeitete er auf Einladung von Klaus Zehelein zunächst als Dramaturg am Thalia Theater Hamburg. An der Staatsoper Stuttgart war er von 1993 bis 2018 als Dramaturg und Regisseur, seit 2011 auch als Chefdramaturg tätig. Er war Produktionsdramaturg bei Inszenierungen u. a. von Ruth Berghaus, Margarethe von Trotta, Christof Nel, Joachim Schlömer, Martin Kušej, Hans Neuenfels, Christian Spuck oder Demis Volpi. Mit Andrea Breth steht er seit ihrem Eugen Onegin bei den Salzburger Festspielen 2007, den er dramaturgisch begleitete, in künstlerischem Austausch (u. a. für Breths Stuttgarter Jakob Lenz-Inszenierung, der „Aufführung des Jahres 2015“, sowie für den Doppelabend Der Gefangene/Das Gehege in Brüssel und Stuttgart 2018).
1993 begann auch seine Zusammenarbeit mit Jossi Wieler. Gemeinsam und meist an der Seite der Bühnen- und Kostümbildnerin Anna Viebrock inszenierten sie in Stuttgart La clemenza di Tito (1994), L’italiana in Algeri (1996), Alcina (1998), L’incoronazione di Poppea (1999), Siegfried (1999), Don Carlos (Bühne: Erich Wonder, 2001), Norma (2002), Moses und Aron (2003) und Una cosa rara (Bühne: Martin Zehetgruber, 2003). Ihre Alcina war bei den internationalen Festivals in Budapest und Edinburgh sowie an den Opernhäusern von San Francisco und Lyon zu Gast. Ihre Norma wurde 2005 von der Novaya Opera Moskau, 2014 vom Teatro Massimo Palermo und 2017 vom Grand Théâtre de Genève übernommen.
1999/2000 erarbeiteten sie Verdis Macbeth am Theater Basel. Bei den Salzburger Festspielen war 2001 ihre Inszenierung von Ariadne auf Naxos zu sehen. An der Staatsoper Hannover folgte 2003 Pelléas et Mélisande (Bühne: Kazuko Watanabe): eine Aufführung, die 2004 zu den Wiener Festwochen und zum Edinburgh Festival eingeladen, sowie 2007 ins Repertoire der Oper Stuttgart übernommen wurde. Im Dezember 2004 hatte ihre Inszenierung von Mozarts Lucio Silla in Amsterdam Premiere.
2006 brachten Wieler und Morabito an De Nederlandse Opera in Amsterdam an drei aufeinander folgenden Abenden einen Zyklus mit den Mozart/Da-Ponte-Opern (Bühne: Barbara Ehnes) heraus, der – ebenso wie Alcina, Ariadne auf Naxos, Siegfried, Alceste, La sonnambula, Berenike, Königin von Armenien (Il Vologeso), L'Écume des jours, Rigoletto, I Puritani, Pique Dame, Erdbeben. Träume, Les Huguenots und Das verratene Meer – aufgezeichnet wurde und – wie die meisten dieser Aufzeichnungen – auch als DVD vorliegt. 2008 inszenierten sie Un ballo in maschera in Berlin an der Staatsoper Unter den Linden, La Juive an der Staatsoper Stuttgart und Rusalka bei den Salzburger Festspielen. An der Staatsoper Stuttgart folgte 2010 Katja Kabanova. Rusalka wurde 2012 vom Royal Opera House Covent Garden und 2013 vom Grand Théâtre de Genève, La Juive 2013 von der Sächsischen Staatsoper Dresden, Un ballo in maschera 2014 von der Canadian Opera Company in Toronto, Moses und Aron 2014 von der Welsh National Opera in Cardiff übernommen. La Juive war ihre erste Zusammenarbeit mit dem Bühnenbildner Bert Neumann. Bis zu Neumanns Tod im Jahre 2015 erarbeiten sie gemeinsam weitere fünf Operninszenierungen in Stuttgart, für die Nina von Mechow als Kostümbildnerin verantwortlich zeichnete.
Mit Beginn der Spielzeit 2011/12 bis Ende der Spielzeit 2017/18 gehörte Sergio Morabito an der Seite von Jossi Wieler (Opernintendant), Eva Kleinitz (Operndirektorin bis 2017) und Andrea Moses (Leitende Regisseurin bis 2014) als Chefdramaturg dem Leitungsteam der Oper Stuttgart an, das seit 2012/13 Sylvain Cambreling als Generalmusikdirektor vervollständigte. Für die Zeit ihrer Leitungstätigkeit entschieden Wieler und Morabito, ihre Kräfte auf das Stuttgarter Haus zu konzentrieren und Neuproduktionen ausschließlich Stuttgart vorzubehalten. In ihrer ersten „eigenen“ Spielzeit inszenierten sie Bellinis Oper La sonnambula sowie den Schönberg/Janáček-Doppelabend Die glückliche Hand/Schicksal (Osud). 2012/13 realisierten sie die Neuproduktionen von Edison Denisovs L'Écume des jours und von Strauss’/Hofmannsthals Ariadne auf Naxos. Auf die Uraufführung von Mark Andres wunderzaichen und die Neuinszenierung von Wagners Tristan und Isolde in der Spielzeit 2013/14 folgten 2014/15 Jommellis Berenike, Königin von Armenien (Il Vologeso) sowie Verdis Rigoletto. In der Spielzeit 2015/16 erarbeitete das Regieduo Wieler/Morabito Beethovens Fidelio und Bellinis I Puritani, 2016/17 Händels Ariodante und Tschaikowskys Pique Dame, 2018 folgten Donizettis Don Pasquale sowie als letzte Inszenierung vor Ende der Intendanz Wielers die Uraufführung von Erdbeben. Träume von Toshio Hosokawa.
Ihre ersten Premieren nach Ende der Stuttgarter Leitungstätigkeit waren eine Übernahme ihrer Stuttgarter Sonnambula an der Deutschen Oper Berlin (Januar 2019) sowie die Neuproduktionen Der Freischütz an der Opéra du Rhin in Straßburg (April 2019) und Les Huguenots am Grand Théâtre de Genève (Februar 2020); der Koproduzent von Les Huguenots, das Nationaltheater Mannheim, brachte die Inszenierung im Januar 2023 im Pfalzbau Ludwigshafen heraus. Darüber hinaus verpflichtete sich Morabito an der Hamburgischen Staatsoper als Produktionsdramaturg für die Nabucco-Inszenierung des in dieser Zeit in Moskau unter Hausarrest stehenden Regisseurs Kirill Serebrennikov.
Sergio Morabito nahm verschiedene Lehraufträge an theater- und literaturwissenschaftlichen Studiengängen der Universitäten Frankfurt, Leipzig und Stuttgart wahr. Sergio Morabito ist zudem Mitglied der Deutschen Akademie der Darstellenden Künste.
Sergio Morabito ist Chefdramaturg der Wiener Staatsoper unter der neuen Direktion von Bogdan Roščić ab 2020/21. Gemeinsam mit Jossi Wieler und Anna Viebrock inszenierte er hier mit Hans Werner Henzes Oper Das verratene Meer die erste Neuproduktion der Direktion Roščić. Die Premiere am 14. Dezember 2020 fand aufgrund der COVID-19-Pandemie in Österreich ohne Publikum im Saal statt, wurde aber per Live-Stream übertragen. Für die Salzburger Osterfestspiele 2022 erarbeitete das Team Wieler/Morabito/Viebrock Wagners Lohengrin, für die Deutsche Oper Berlin Wagners Die Meistersinger von Nürnberg (Premiere 12. Juni 2022). In der Spielzeit 2022/23 inszenierten sie an der Wiener Staatsoper die dortige Erstaufführung von Monteverdis Il ritorno d’Ulisse in patria und am Nationaltheater Weimar die Bellini-Oper I Capuleti e i Montecchi.

## Auszeichnungen und Ehrungen
- Ariadne auf Naxos wurde 2001 in der Kritikerumfrage der Zeitschrift Opernwelt zur „Aufführung des Jahres“ gewählt. Wieler/Morabito wurden „Regieteam des Jahres“.
- Die Inszenierung von Doktor Faust von Ferruccio Busoni in San Francisco und Stuttgart wurde 2005 zur „Aufführung des Jahres“ gewählt.
- Die Inszenierung von Glucks Alceste in Stuttgart wurde 2006 „Aufführung des Jahres“.
- 2007 erhielt er für die Inszenierung von Doktor Faust (Busoni) gemeinsam mit Wieler den 1. Deutschen Theaterpreis Der Faust für die beste Opernregie.
- Die Inszenierung von Bellinis La sonnambula (Die Nachtwandlerin) 2012 an der Oper Stuttgart wurde „Aufführung des Jahres“, Wieler/Morabito erneut zum „Regieteam des Jahres“ ernannt.
- Für ihre Inszenierung des Schönberg-Janáček-Doppelabends Die glückliche Hand/Schicksal (Osud) erhielten Wieler/Morabito 2012 den Deutschen Theaterpreis „Der Faust“ für die beste Regie im Musiktheater.
- Wieler/Morabitos Inszenierung von Denisovs Der Schaum der Tage erhielt den International Diaghilev Award 2013.
- Jommellis Berenike, Königin von Armenien (Il Vologeso) wurde in ihrer Inszenierung 2014 „Ausgrabung des Jahres“.
- Die Oper Stuttgart wurde unter ihrer Leitung „Opernhaus des Jahres 2016/17“.
- Am 11. Juli 2018 erfolgte Morabitos Ernennung zum Ehrenmitglied der Staatstheater Stuttgart. Mit ihm wurde diese Ehrung zum ersten Mal in ihrer Geschichte einem Regisseur und Dramaturgen zuteil.
- 2020 wird OPERNARBEIT. Texte aus 25 Jahren bei der internationalen Kritikerumfrage der Zeitschrift Opernwelt zum „Buch des Jahres“ erklärt.
- Im Sommersemester 2023 wurde Morabito gemeinsam mit Jossi Wieler die Bertolt Brecht Gastprofessur der Stadt Leipzig übertragen.

## Veröffentlichungen
Sergio Morabito publizierte zahlreiche Beiträge in Programmheften, CD- und DVD-Booklets und Fachzeitschriften (Opernwelt-Jahrbuch 2001, Musik & Ästhetik) sowie in den Sammelbänden:
- Bettina Masuch (Hg.): Anna Viebrock – Bühnen/Räume (2000)
- Albert T. Schaefer: Der Stuttgarter Ring (2001)
- Richard Klein (Hg.): Narben des Gesamtkunstwerks (2001)
- Mozart-Jahrbuch (2003/4)
- Thomas Seedorf (Hg.): Diva – Die Inszenierung der übermenschlichen Frau (2010)
- Jubiläumspublikation der Stiftung zur Förderung der Hamburgischen Staatsoper (2010)
- Anke Roeder, Klaus Zehelein (Hg.): Die Kunst der Dramaturgie (2011)
- Rosa Eidelpes (Hg.): TEXT.NOTATION.PERFORMANCE – Interdisziplinäre Perspektiven (2021)
- D. Wendel-Poray, G. Korentschnig, C. Kircher (Hg.): Die letzten Tage der Oper (2022)

Darüber hinaus liegen von ihm zahlreiche wörtliche Übersetzungen französischer, italienischer und russischer Libretti vor. In den letzten Jahren ist Morabito auch verstärkt journalistisch tätig (Opernwelt, Die Deutsche Bühne, Der Theaterverlag).
Ausführliche Gespräche mit ihm und Jossi Wieler sind in den Sammelbänden AufBrüche, herausgegeben von Patrick Primavesi und Olaf A. Schmitt (2004), Warum Oper?, herausgegeben von Barbara Beyer (2005), sowie im Opernwelt-Jahrbuch 2016 dokumentiert.
2011 ist im B. Kühlen Verlag der Band OPER. Ein Bilder-Lesebuch von Jossi Wieler, Sergio Morabito und A. T. Schaefer erschienen, der die Opernarbeiten von Morabito und Wieler seit 1994 in Aufnahmen des Fotokünstlers A. T. Schaefer sowie in Texten Morabitos reflektiert. 2018 gab er bei der av edition den Band VERWANDLUNGEN. Oper Stuttgart 2011-2018 - Sieben Spielzeiten unter der Intendanz von Jossi Wieler heraus. Im Herbst 2019 erschien im J. B. Metzler Verlag sein Buch OPERNARBEIT. Texte aus 25 Jahren.